# جيم فيكس
جيمس فولر فيكس (23 أبريل 1932- 20 يوليو 1984) كان أمريكيًا كتب الكتاب الأكثر مبيعًا عام 1977 كتاب كامل من تشغيل. يُنسب إليه المساعدة في بدء ثورة اللياقة البدنية في أمريكا من خلال الترويج لرياضة الجري وإظهار الفوائد الصحية للركض المنتظم. توفي بنوبة قلبية أثناء الركض عن عمر يناهز 52 سنة؛ قد يكون استعداده الوراثي لمشاكل القلب وعوامل نمط الحياة السابقة الأخرى قد تسببت في نوبة قلبية.

## خلفية
ولد جيمس فيكس في 23 أبريل 1932 في مدينة نيويورك. تخرج من مدرسة ترينيتي في نيويورك وكلية أوبرلين في أوهايو. كان والده، كالفين فيكس، محررًا في مجلة تايم وعمل مع روبرت كانتويل وويتاكر تشامبرز.

## حياة مهنية
كان فيكس عضوًا في نادي جمعية منسا الدولية ونشر ثلاث مجموعات من الألغاز: ألعاب للذكاء الفائق، والمزيد من الألعاب للذكاء الفائق، وحلها! يقول الجزء الخلفي من كتابه الأول: «لقد أمضى وقته في الجري على الطرق والمسارات بالقرب من منزله، ويتدرب على ماراثون بوسطن».
بدأ فيكس العمل في عام 1967 في سن 35. كان يزن 214 رطلاً (97كجم) وتدخين علبتي سجائر يوميًا. بعد عشر سنوات، عندما نُشر كتابه، كتاب كامل من تشغيل (الذي قضى 11 أسبوعًا في المرتبة الأولى في قائمة قائمة نيويورك تايمز لأكثر الكتب مبيعا)، كان يبلغ 60 جنيهاً (27) كجم) أخف وزنا وخالي من الدخان. في كتبه وفي البرامج الحوارية التلفزيونية، أشاد بفوائد التمرينات البدنية وكيف أدت إلى زيادة متوسط العمر المتوقع بشكل كبير.
أظهر غلاف كتابه كتاب كامل من تشغيل أرجل فيكس العضلية على غلاف أحمر. بيع الكتاب أكثر من مليون نسخة. في عام 1980، كتب فيكس كتاب متابعة بعنوان كتاب جيم فيكس الثاني للجري: المجلد المصاحب لكتاب الجري الكامل. في عام 1982 نشرت فيكس الجائزة الكبرى!، قصة ما حدث بعد نشر كتاب الجري الكامل عندما اختبر «آلة الشهرة الأمريكية العظيمة»، وأصبح أكثر ثراءً واحتفاءً مما كان يتخيله.

## موت
توفي فيكس في 20 يوليو 1984 عن عمر يناهز 52 عامًا بسبب نوبة قلبية، أثناء رحلته اليومية على طريق فيرمونت 15 في هاردويك. كشف تشريح الجثة، الذي أجراه كبير الفاحصين الطبيين في ولاية فيرمونت، الدكتورة إليانور ماكويلن، أن تصلب الشرايين قد أدى إلى انسداد شريان تاجي بنسبة 95٪، وثاني 85٪، وثالث 70٪.
في عام 1986، نشر عالم فسيولوجيا التمارين الرياضية كينيث كوبر قائمة جرد لعوامل الخطر التي ربما تكون قد ساهمت في وفاة فيكس. حصل كوبر على حق الوصول إلى سجلاته الطبية وتشريح جثته، وبعد إجراء مقابلات مع أصدقائه وعائلته، خلص كوبر إلى أن فيكس كان ميالًا وراثيًا - توفي والده بنوبة قلبية في 43 بعد أن كان سابقًا في 35،  وكان فيكس نفسه مصابًا بنوبة قلبية تضخم القلب - وكان لديه حياة غير صحية: كان فيكس مدخنًا شرهًا قبل أن يبدأ الجري في سن 36، وكان لديه وظيفة مرهقة، وخضع لطلاق ثانٍ، واكتسب وزن يصل إلى 214 رطلاً (97)كلغ). يستمر الرأي الطبي في التمسك بالصلة بين التمارين المعتدلة وطول العمر.

## الإرث
أقصى أداء رياضي، وهو كتاب من تأليف فيكس نُشر بعد وفاته، يناقش الفوائد الجسدية والنفسية للركض والرياضات الأخرى، بما في ذلك زيادة احترام الذات، واكتساب "عالية" من الجري، والقدرة على التعامل بشكل أفضل مع الضغط والتوتر.
نصب تذكاري منحوت من الجرانيت - كتاب به نقش لجيم فيكس من سكان شمال شرق اسكتلندا، يقف الآن في هاردويك ميموريال بارك في هاردويك، فيرمونت.
كثيرًا ما جعل الممثل الكوميدي بيل هيكس فيكس موضوعًا لروتين الوقوف، واقترح بروح الدعابة أن موت فيكس أثناء الركض يجب أن يكون حجة ضد التمرين. تم سرقة أجزاء من هذا الروتين لاحقًا بواسطة دينيس ليري. أشارت الفرقة الأسترالية ذا فاوفيس إلى مادة هيكس في أغنية «أنا جيم فيكس وأنا ميت الآن»، في ألبومها لعام 2006 المصابيح العصبية.

## أعماله
- ألعاب الذكاء الخارق (1972)
- المزيد من الألعاب للذكاء الفائق (1976)
- عداء المسافات الطويلة: دراسة نهائية - مقدمة بقلم جيمس فيكس، تحرير بول ميلفي (1977)(ردمك 0-89396-000-4)
- الكتاب الكامل للركض (غلاف مقوى)، راندوم هاوس؛ الطبعة الأولى (1977)(ردمك 0-394-41159-5)
- حلها! (1978)
- كتاب الجري الثاني لـ جيم فيكس (غلاف مقوى)، راندوم هاوس؛ الطبعة الأولى 1980(ردمك 0-394-50898-X)
- الفوز بالجائزة الكبرى! (1982) راندوم هاوس؛(ردمك 0-394-50899-8)
- أقصى أداء رياضي: كيفية تحقيق إمكاناتك الكاملة في السرعة والتحمل والقوة والتنسيق (1985)(ردمك 0-394-53682-7)

## أشرطة فيديو
- جيم فيكس قيد التشغيل (ليزرديسك)، شركة فيديوديسك؛ (1980) ألوان، 53 دقيقة.